# Фотий Маринакис
Фотий (на гръцки: Φώτιος, Фотиос) е гръцки духовник, митрополит на Цариградската патриаршия.

## Биография
Роден е в 1871 година в Алацата или на Крит със светското име Димитриос Маринакис (Δημήτριος Μαρινάκης). Завършва богословското училище на остров Халки в 1892 година. Става проповедник на братството „Евсевия“ в Смирна.
През юли 1907 е избран за епископ на Камбания. Ръкоположен е на 29 август 1907 година от митрополит Александър Солунски в съслужение с митрополит Стефан Воденски и епископ Фотий Поленински.
От 30 април 1913 година е мосхонисийски епископ. На 19 февруари 1922 година подава оставка и се оттегля на Света гора.
През септември 1924 г. е назначен за директор на Атонската академия с помощник Йоасаф Агиопавлитис. По време на управлението си 1924-1925 се опитва да реорганизира Атониадата. Умира в метоха „Рождество Богородично“ на Каракалския манастир в Карея на 1 октомври 1930 година.